# József Baló
József Baló (maďarsky Baló József, 10. listopadu 1895, Budapešť – 10. října 1979, Budapešť) byl maďarský patolog.

## Biografie
Medicínu začal studovat v roce 1913 v Budapešti, ale kvůli první světové válce musel svá studia přerušit. Ta dokončil v roce 1919 a v letech 1922 až 1924 pracoval díky Rockefellerově stipendiu na Baltimorské a John Hopkinsově univerzitě a také v hygienickém institutu v Bostonu.
V roce 1926 byl jmenován profesorem lékařské fakulty na univerzitě Pázmány Péter. O dvě roky později byl jmenován do čela katedry patologie na univerzitě Ferencz József v Szegedu. Na této univerzitě byl v letech 1932 až 1933 děkanem lékařské fakulty a v letech 1939 až 1940 dokonce rektorem. Poté až do konce druhé světové války byl opět v čele katedry patologie. Po válce stál v čele Forenzního lékařského institutu (1945–1946) a experimentálního výzkumu rakoviny (1945–1947) na budapešťské univerzitě Semmelweis. Od roku 1947 byl prezidentem Maďarské patologické společnosti. Bylo mu uděleno mnoho čestných cen.
Během pitev, které prováděl koncem 20. let pozoroval a popsal dříve neznámé onemocnění mozku, koncentrickou sklerózu mozku, známou dnes jako Balóova nemoc. Jako první v Maďarsku potvrdil roli virů na patogenezi rakoviny. V roce 1957 publikoval mezinárodně uznávanou práci týkající se rakoviny plic (Lungenkarzinom und Lungen adeno).
Za svůj život publikoval asi 300 vědeckých článků, 6 monografií a 300 publikací. Byl členem mnoha národních a mezinárodních vědeckých společností.